# For the Cause (Star Trek: Deep Space Nine)
"For the Cause" és el 22è episodi de la quarta temporada de la sèrie de televisió de ciència-ficció estatunidenca Star Trek: Deep Space Nine, el 94è de tota la sèrie. Originalment es van emetre en redifusió a partir del 6 de maig de 1996.  L'episodi va ser dirigit per James L. Conway i va ser escrit per Ronald D. Moore. Va rebre una qualificació Nielsen de 5,6 quan es va emetre per televisió el 1996.
Ambientada al segle XXIV, la sèrie segueix les aventures a Espai Profund 9, una estació espacial situada prop d'un forat de cuc estable entre els Quadrants Alfa i Gamma de la Via Làctia, prop del planeta Bajor, mentre els bajorans es recuperen d'una brutal ocupació de dècades pels imperialistes cardassians. El Quadrant Gamma acull un imperi hostil conegut com el Domini, governat pels Fundadors que canvien de forma. A la quarta temporada, els cardassians han fet les paus amb els bajorans, però estan lluitant una guerra difícil amb els klíngons. En aquest episodi recauen sospites sobre la capitana de la nau de càrrega civil Kasidy Yates (Penny Johnson), la xicota del comandant de l'estació Benjamin Sisko, com a possible còmplice dels Maquis, però el veritable agent dels Maquis resulta ser un membre de la tripulació de Sisko, el tinent comandant Michael Eddington (Kenneth Marshall).

## Argument
La Federació planeja lliurar diversos replicadors a través d’Espai Profund 9 a Cardàssia després dels atacs dels klíngons que van debilitar la base industrial cardassiana. Eddington informa al personal de comandament del DS9 que la Flota Estel·lar tem que l'enviament sigui interceptat pels Maquis. Eddington i el cap de seguretat Odo adverteixen al capità Sisko que creuen que la seva xicota, Kasidy Yates, està treballant amb els Maquis. Sisko es resisteix a creure'ls, però després que Yates es negui a permetre que s'inspeccioni la seva càrrega, ordena al tinent comandant Worf que segueixi la nau de Yates, la Xhosa, a la Defiant. Worf confirma que la Xhosa va lliurar subministraments a una nau Maquis en una regió de l'espai coneguda com a Badlands.
Eddington li diu a Sisko que no està disposat a assumir la responsabilitat d'arrestar Yates, de manera que Sisko pren el comandament de la Defiant per seguir la Xhosa fins a la seva propera trobada amb els Maquis. Quan no arriba cap nau Maquis, Odo suggereix que aquesta operació podria haver estat una estratagema per allunyar Sisko d’Espai Profund 9. Sisko s'enfronta a Yates a la Xhosa. Ella afirma que només ha estat lliurant subministraments mèdics als Maquis i li han dit que el lliurament d'avui era urgent. Per por de ser enganyat, Sisko deixa anar Yates i torna a Espai Profund 9.
Mentrestant, en absència de Sisko, Eddington ordena a la tripulació de seguretat d’Espai Profund 9 que transfereixin els replicadors a una nau que l'espera. Després de deixar inconscient la segona al comandament Major Kira, es treu la insígnia i fuig de l'estació. Quan Sisko torna, Eddington el contacta per reconèixer la seva deserció als Maquis i prometre més problemes si la Federació ajuda els cardassians. Sisko jura capturar i arrestar Eddington ell mateix. Més tard, Yates torna sola a l'estació, després d'haver deixat la seva tripulació a les Badlands, per lliurar-se. Sisko i Yates s'abracen emotivament abans que la portin al bergantí.
En una trama secundària, Tora Ziyal, la filla mig bajorana de l'exprefecte cardassià de Bajor, Gul Dukat, intenta fer-se amiga de l'espia cardassià exiliat convertit en sastre Elim Garak. Garak tem que Ziyal hagi rebut instruccions per matar-lo, ja que Garak va ser responsable de la tortura i mort del pare de Dukat fa anys. Finalment, ella convenç Garak que simplement està interessada a ser la seva amiga, com a única altra cardassiana a Espai Profund 9.

## Actors convidats
- Kenneth Marshall - Michael Eddington
- Penny Johnson - Kasidy Yates
- Tracy Middendorf -s Ziyal
- Andrew J. Robinson - Garak
- John Prosky - Brathaw
- Steven Vincent Leigh - Reese

## Producció
L'escriptor Mark Gehred-O'Connell es va inspirar en l'atemptat d'Oklahoma City per escriure aquest episodi. Concretament, va recordar com, en els dies posteriors a l'atemptat, les sospites van recaure sobre persones d'ascendència de l'Orient Mitjà com a culpables, quan en realitat, el veritable culpable era Timothy McVeigh, un blanc estatunidenc. Gehred-O'Connell va decidir escriure una història en què Espai Profund 9 fos l'objectiu d'un atac terrorista, després de la qual cosa les sospites van recaure sobre la persona menys probable, Kasidy Yates, com a principal sospitosa. A mesura que la història evolucionava, l'atac a l'estació es va desfer, i la confiança entre Kasidy i Sisko es va convertir en el focus temàtic de l'episodi. La història de Sisko-Eddington de l'episodi continuaria a l'episodi "For the Uniform" i conclou a l'episodi "Blaze of Glory".
Després de ser interpretada per Cyia Batten a "Indiscretion" i "Return to Grace", Ziyal és interpretada en aquest episodi per Tracy Middendorf. Aquesta és l'única aparició de Middendorf en el paper, ja que Melanie Smith més tard adquireix el paper permanentment a "In Purgatory's Shadow", interpretant-la fins a l'última aparició del personatge a "Sacrifice of Angels".
El decorat del pont Xhosa es va crear a partir de peces utilitzades anteriorment com a interior de la Saratoga, en la qual Sisko havia servit com a primer oficial, com es va veure a l'episodi pilot "Emissary".
La menció de la puntualitat tholiana per part de Kasidy a la segona escena de l'acte 2 va ser un homenatge de l'escriptor Ron Moore a l'episodi de la sèrie original, "La xarxa tholiana", en què aquests extraterrestres van aparèixer per primera vegada. La referència de Jake Sisko a l'acte 3 als Yankees de 1961 i els Red Sox de 1978 van ser un homenatge del productor Ira Steven Behr als seus dos equips de beisbol preferits.

## Recepció
El 2020, James Whitbrook, escrivint per a io9, va incloure l'episodi en una llista d'episodis "imprescindibles". Keith DeCandido li va donar 9 punts sobre 10 a tor.com, lloant tant el guió de Ronald D. Moore com l'actuació i la química entre Avery Brooks i Penny Johnson.